# Souk El Ténine (Béjaïa)
Pour les articles homonymes, voir Souk El Tenine.
Souk El Ténine  est une commune côtière située dans la Wilaya de Béjaïa en Algérie.

## Géographie

### Situation
La ville de Souk El Ténine est située à 35 km à l'est de la ville de Béjaïa, à 60 km à l'ouest de la ville de Jijel et à 75 km au nord-ouest de la ville de Sétif, installée au débouché de Assif Augrioun sur le littoral, au croisement des RN9 et RN43. L'agglomération est bâtie en plaine et s'étend sur le piémont des monts Babors.
|       | Mer Méditerranée    |        |
| Aokas | Souk El Ténine      | Melbou |
|       | Taskriout, Darguina |        |

### Lieux-dits, quartiers et hameaux
Outre son chef-lieu Letnayen -ville, la commune de Ait Hsayen est composée des localités suivantes : Thaghzouit,Lota, Timiridjine, Iguer u guelid, Ferdjoune, Village agricole du 8 mai 1945, Aït Boucherit, Djellal, Ighil Ichertiène, Chiba, Louasta, tiaansrine, Ait ihmed, Ahnou, Aberan Ouaasase, Artatas et Tasabounte

## Toponymie
Le nom de Souk El Ténine est un toponyme composé issu pour la base du mot « souk », de l'arabe classique sūq et en arabe algérien suq, signifiant « marché » et correspond pour le composant « el tenine » (orthographié également « el thenine ») au mot « lundi », jour de la semaine durant lequel se tient le marché (généralement hebdomadaire) ; le nom complet de la localité signifie donc « le marché du lundi ».

## Histoire
À l'origine, c’était un marché qui se tenait, et encore de nos jours, tous les lundis.
L'administration coloniale française avait érigé un centre urbain en bordure de la RN9 afin de mieux contrôler les voies de communication et assurer la sécurité de la plaine où sont installés les colons. La ville sera érigée en commune de plein exercice en 1957. Quant aux villages kabyles, ils sont installés en périphérie, sur les flancs des montagnes environnantes.

## Administration et politique
Souh El Tenine est également siège de daïra.

## Économie

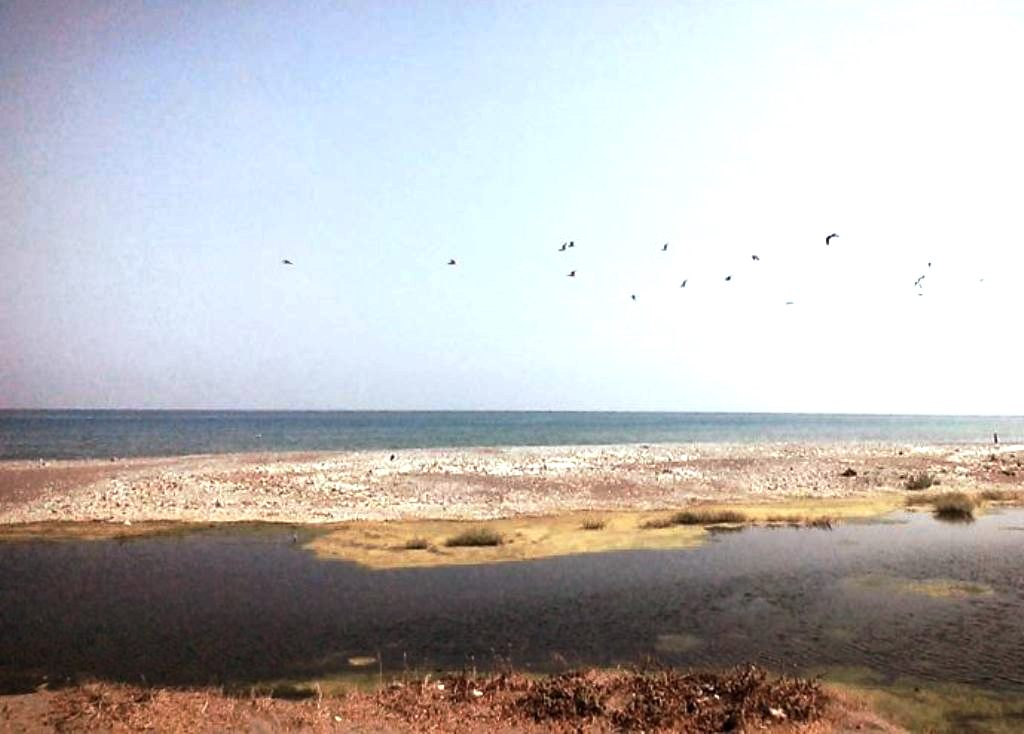
Plage de Souk El Ténine

La commune de Souk El Tenine a une triple vocation : agricole, commerciale et touristique.
Touristique avec le tourisme balnéaire engendré par ses 4,5 km de plages et la proximité de la corniche kabyle ou corniche Jijelienne.

## Patrimoine
À quelque deux kilomètres à l'est, il y a la station préhistorique d'Afalou.